# Митруси
Митруси (грч. Μητρούσι) је насељено место у општини Сер у периферији Средишња Македонија, Грчка. Према попису из 2021. године било је 1.195 становника.
Митруси је подигнут 1924. године, два километара северно од села Хомондос (Доњи Митруси), где је смештено више од 220 грчких избегличких породица, укупно 1.129 особа. На попису из 1928. године Митруси је имао 1.167 становника.